# 2012-es Sony Swedish Open
A 2012-es Sony Swedish Open női tenisztornát a svédországi Båstadban rendezték meg 2012. július 16. és 22. között. A verseny International kategóriájú volt. A mérkőzéseket vörös salakos borításon játszották, 2012-ben negyedik alkalommal.

## Győztesek
Az egyéni viadalt a címvédő Polona Hercog nyerte meg, miután a döntőben fordulatos mérkőzésen 0–6, 6–4, 7–5-re legyőzte a francia Mathilde Johanssont. A szlovén játékos másodszor vett részt a båstadi tornán, vagyis egyetlen mérkőzést sem veszített el itt. Más helyszínen nem sikerült még nyernie, két döntőben maradt alul korábban, 2010-ben Acapulcóban és 2011-ben Palermóban.
A párosok küzdelmét a kolumbiai Catalina Castaño–Mariana Duque Mariño-kettős nyerte meg, a döntőben 4–6, 7–5, [10–5]-re legyőzve az Eva Hrdinová–Mervana Jugić-Salkić-duót. Mindketten az első WTA-versenyüket nyerték meg párosban, korábbról egyéniben is csak Duque Mariñónak volt tornagyőzelme, még 2010-ben Bogotában diadalmaskodott.

## Döntők

### Egyéni
Polona Hercog –  Mathilde Johansson 0–6, 6–4, 7–5

### Páros
Catalina Castaño /  Mariana Duque Mariño –  Eva Hrdinová /  Mervana Jugić-Salkić 4–6, 7–5, [10–5]

## Világranglistapontok
| Eredmény           | Egyéni | Páros |
| ------------------ | ------ | ----- |
| Győzelem           | 280    | 280   |
| Döntő              | 200    | 200   |
| Elődöntő           | 130    | 130   |
| Negyeddöntő        | 70     | 70    |
| 16 között          | 30     | 1     |
| 32 között          | 1      | –     |
| Főtáblára jutás    | 16     | –     |
| Selejtező (döntő)  | 10     | –     |
| Selejtező (2. kör) | 6      | –     |
| Selejtező (1. kör) | 1      | –     |

## Pénzdíjazás
A torna összdíjazása a többi International versenyhez hasonlóan 220 000 amerikai dollár volt. Az egyéni bajnok 37 000 dollárt, a győztes páros együttesen 11 000 dollárt kapott.
| Eredmény           | Egyéni   | Páros    |
| ------------------ | -------- | -------- |
| Győzelem           | 37 000 $ | 11 000 $ |
| Döntő              | 19 000 $ | 5750 $   |
| Elődöntő           | 10 200 $ | 3100 $   |
| Negyeddöntő        | 5340 $   | 1650 $   |
| 16 között          | 2950 $   | 860 $    |
| 32 között          | 1725 $   | –        |
| Selejtező (döntő)  | 860 $    | –        |
| Selejtező (2. kör) | 460 $    | –        |
| Selejtező (1. kör) | 265 $    | –        |